# Périgourdins
Les Périgourdins, également appelés Périgordins, sont les habitants du Périgord, un ancien comté français qui correspond approximativement au département de la Dordogne, territoire dans lequel les habitants sont entre autres appelés Périgourdins. La population périgourdine représente une partie des Occitans et des Français.

## Ethnonymie
L'ethnonyme est mentionné sous la forme Perigordin en 1580 et en 1588, puis Périgourdin en 1721. 
Périgordin se compose du nom géographique Périgord suivi du suffixe -in. Sachant que le Périgord tire son nom des Petrocorii qui étaient ses habitants à l'époque où Jules César fit la conquête des Gaules et qui avaient pour capitale Vesunna.
Au XVIIIe siècle, le Dictionnaire de Trévoux indique que « Quelques-uns disent Périgordin, mais Périgourdin est mieux. ». D'autre part, Périgourdins est aussi le nom des habitants de la Dordogne, autrement appelés Dordognais, et des habitants de Périgueux,, autrement appelés Pétrocoriens.

## Anthropologie et ethnologie

### Origines
Du temps de Jules César, les Périgourdins occupaient les diocèses de Périgueux et de Sarlat.
Lors de la division des Gaules par Auguste, le territoire des Pétrocores fut compris dans la Celtique aquitanique ; plus tard, sous Valentinien, les Pétrocores furent réunis à la seconde Aquitaine et eurent Bordeaux pour métropole. Le Périgord fut ensuite envahi par les Goths au commencement du Ve siècle et les Francs le conquirent le siècle suivant. Les rois mérovingiens de Neustrie le possédèrent jusqu'au temps où le duc Eudes se rendit maitre de l'Aquitaine ; son petit-fils Gaiffre ou Waiffre, vaincu par Pépin le Bref, en fut dépossédé. Les rois carolingiens gardèrent le Périgord jusque vers la fin du IXe siècle, ils le gouvernaient par des comtes qui finirent par se rendre indépendants.

### XIXesiècle
Dans la première moitié du XIXe siècle, d'après Abel Hugo, les habitants de la Dordogne sont vifs, laborieux, actifs et un peu entêtés. Ils ont une intelligence développée, de l'esprit naturel et de l'aptitude pour les arts, l'industrie et le commerce. Ils montrent peu de goût pour la carrière militaire, mais ils sont braves, patients, disciplinés et réunissent au courage toutes les qualités qui font le bon soldat.
L'instruction et la civilisation ont fait de grands progrès dans les villes en 1835, où le goût des entreprises commerciales et des perfectionnements industriels se répand de plus en plus à cette époque. Cependant, dans les campagnes, le peuple est encore attaché à ses vieilles habitudes et à ses préjugés héréditaires ; les idées de perfectionnement contraires aux usages reçus y sont généralement repoussées car considérées comme des innovations dangereuses,. Le paysan est pieux jusqu'à la superstition et économe jusqu'à l'avarice ; il est néanmoins hospitalier et montre un grand caractère de douceur et de modération. Ses mœurs sont pures, simples et sévères ; sa vie est laborieuse et son régime alimentaire est frugal. Il tient au sol qui l'a vu naître et au village où il a été élevé ; il cherche rarement à se marier au dehors et montre en toute circonstance beaucoup d'attachement pour ses parents.
Vers 1835, la constitution des habitants varie suivant les localités. Les bords de la Dordogne et du Drot présentent des hommes vifs, bien faits, vigoureusement constitués et des femmes belles. Mais dans les Landes et surtout dans les arrondissements de Sarlat et de Périgueux, la population parait porter l'empreinte du terroir aride qu'elle cultive. Les hommes, dit M. Delfau, y sont petits, mal conformés et ont un air triste et malheureux. D'après le même auteur, la population a le naturel d'autant meilleur, qu'elle se rapproche du Limousin. Il cite les habitants de Nontron comme étant les plus affables envers les étrangers, les plus polis dans leurs manières et enfin les plus aimables du département.

## Langage
Dans l'ancienne société rurale, la seule langue parlée et donc le seul véhicule de la culture était le Périgourdin, un dialecte nord-occitan hybride entre le limousin et l’auvergnat, avec un « piment » de languedocien et de provençal[réf. à confirmer].
Vers 1835, la prononciation varie beaucoup, elle est assez douce sur les frontières du département de Lot-et-Garonne, un peu moins sur celles de la Gironde et très dure dans l'arrondissement de Sarlat. Les finales sont généralement prononcées d'une manière lente qui contraste avec la vivacité naturelle des habitants. Cette inflexion se fait aussi remarquer dans la prononciation de ceux qui parlent français.

## Croyances et superstitions
Chasse volante : les Périgourdins disent avoir vu une chasse conduite par une dame blanche, montée sur un cheval blanc, armée d'une pique et donnant elle-même de la trompe. La chasse est composée de chevaux ailés menés par des chasseurs et de chiens courants ; les animaux poursuivis sont des cerfs, des biches et des lièvres ; on entend alors très distinctement le hennissement des chevaux, le claquement des fouets et le glapissement des chiens. Toutes les fois que cette chasse apparaît, c'est le présage d'un grand événement comme une révolution, une guerre ou une peste.
Chauco-Vieillo : les Périgourdins appellent ainsi le cauchemar, qu'ils considèrent comme une vieille sorcière qui s'introduit par le trou de la serrure pour arriver près de quelqu'un quand il dort. Elle monte sur le lit par le pied, s'étend sur la personne pour l'étouffer et si l'on cherche à la saisir pour l'étrangler, elle est si moelleuse au toucher, qu'on ne peut la retenir et qu'elle s'enfuit en accablant sa victime d'injures.
Cosourchas : c'est le nom que donnent les Périgourdins aux carrefours où se font les évocations pour faire apparaître le diable. Il s'y présente, selon eux, sous la forme d'un chat, d'une poule noire, d'une chèvre ou même du feu, et ceux qui peuvent alors réussir à contracter un pacte avec lui ne manquent pas d'acquérir de grandes richesses.
Mau-Jaunens : les Périgourdins appellent de cette façon certaines gens qu'ils supposent pactiser avec les malins esprits, et avec lesquels il est dangereux de faire le moindre marché. Si ces gens là vendent du bétail, celui-ci ne tarde pas à maigrir, à périr dans l'étable ou à être mangé par un loup ; et si on leur vend avant d'avoir été étrenné par d'autres, surtout un lundi, cela porte également malheur. Lorsqu'un chasseur rencontre un Mau-jaunens, il n'a rien de mieux à faire que de rentrer au logis, car il est bien certain que quelle que soit la quantité de gibier qu'il pourrait rencontrer, il n'en tuerait pas un seul.

## Migrations et diaspora
À l'époque de la Guyenne, les Périgourdins sont nombreux à s'installer à Bordeaux. Ils ont également migré aux Amériques, dont le Canada.
Un nombre indéterminé d'entre eux sont présents à Paris dans la première moitié du XXe siècle.